# Shūrjah-e Bālā
Shūrjah-e Bālā (persiska: شورجه بالا) är en ort i Iran.   Den ligger i provinsen Golestan, i den norra delen av landet, 500 km nordost om huvudstaden Teheran. Shūrjah-e Bālā ligger 182 meter över havet och antalet invånare är 131.
Terrängen runt Shūrjah-e Bālā är platt åt sydväst, men åt nordost är den kuperad.Runt Shūrjah-e Bālā är det ganska glesbefolkat, med 48 invånare per kvadratkilometer. Närmaste större samhälle är Marāveh Tappeh, 11,6 km öster om Shūrjah-e Bālā. Omgivningarna runt Shūrjah-e Bālā är i huvudsak ett öppet busklandskap.